# 이스커르강

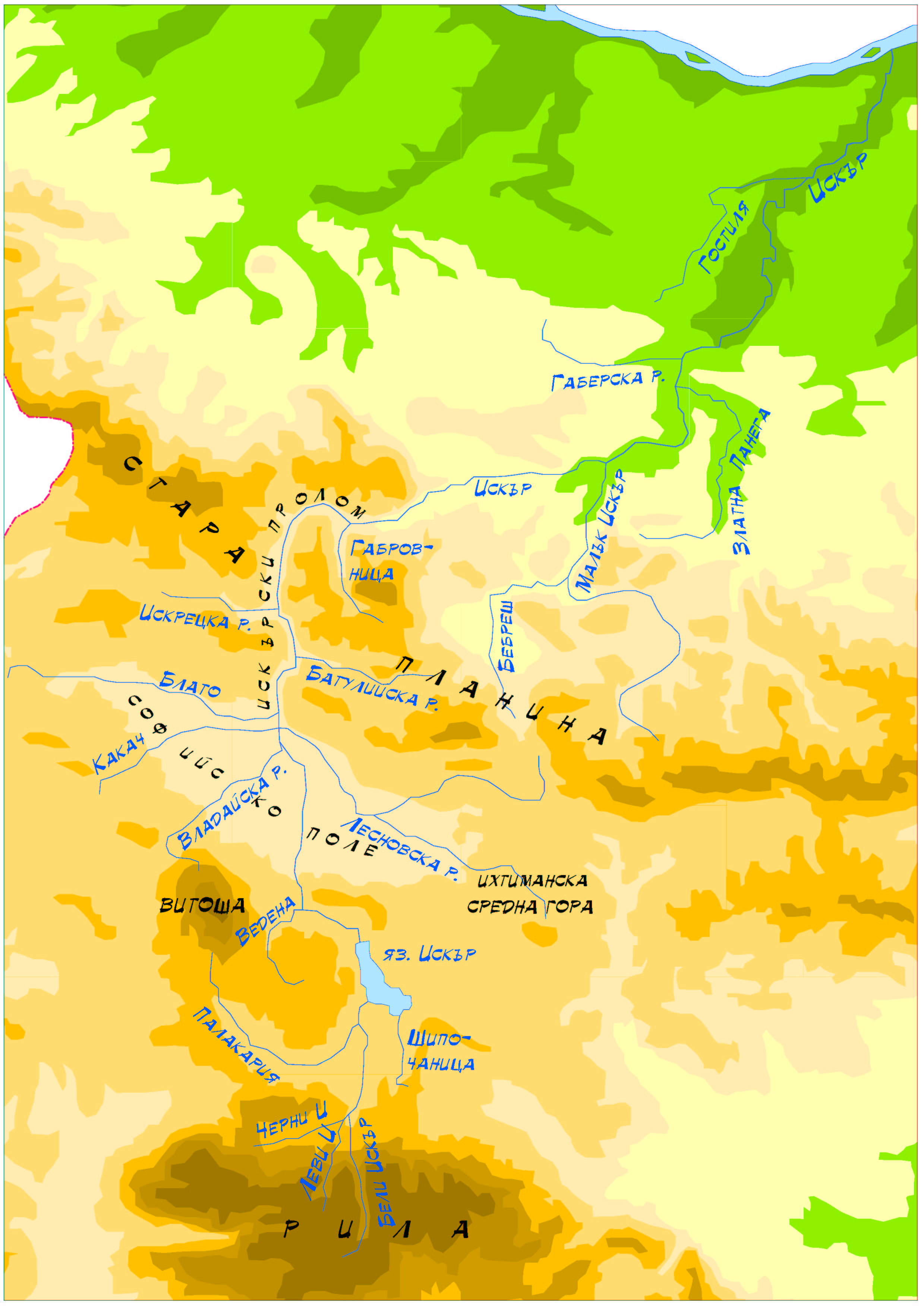
이스커르강의 지도

이스커르강(불가리아어: Искър)은 불가리아 남부의 강으로 길이는 368 km, 유역 면적은 8,646 km2이다. 다뉴브강의 지류이며 불가리아에서 가장 긴 강이다. 소피아, 소피아주, 페르니크주, 브라차주, 플레벤주, 로베치주를 흐른다.

## 같이 보기
- 다뉴브강
- 릴라산맥